# Русовський канал
Русовський канал (словац. Rusovský kanál) — канал; впадає в Дунай, протікає в окрузі Братислава V.
Довжина приблизно 6.9 км — з них 5.2 на території Словаччини. Витік знаходиться в Дунайській низовині — відалуження від старого меандру Дунаю на висоті 130 метрів..
Протікає в міських частинах Братіслави Русовце і Чуново.
Впадає в старий рукав Дунаю на території Угорщини на висоті 128 метрів.